# 여자 400m 허들 대한민국 기록 추이
여자 400m 허들 대한민국 기록 추이는 다음과 같다.
| #         | 시간        | 차이     | 선수   | 소속           | 날짜         | 대회명                                 | 개최지        | 경기장               | 주석 및 기타                      | 동영상 |  |
| 수동 계시 |             |          |        |                |              |                                        |               |                      |                                   |        |  |
|           | 1분 02초 3  |          | 전경미 | 경기여고       | 1981. 05. 10 | 제10회 전국 종별 육상 경기 선수권 대회 | 대한민국 서울 | 서울 운동장          | 종전 1.02.89                      |        |  |
|           | 1분 01초 0  |          | 전경미 | 이화여대       | 1982. 05. 30 | 제37회 전국 종별 육상 대회             | 대한민국 서울 | 서울 운동장          | 종전 1.02.89                      |        |  |
| 전자 계시 |             |          |        |                |              |                                        |               |                      |                                   |        |  |
|           | 1분 02초 89 |          | 우선숙 |                | 1975. 06. 13 | 제2회 아시아 육상 선수권 대회          | 대한민국 서울 | 서울 운동장          | 1위                               |        |  |
|           | 1분 01초 75 |          | 전경미 | 이화여대       | 1982. 10. 30 | 제36회 전국 남녀 육상 경기 선수권 대회 | 대한민국 서울 | 서울 운동장          | 종전 1.02.76                      |        |  |
|           | 1분 01초 48 | - 0.27초 | 강경희 | 부산대         | 1985. 04. 28 | 85 육상 시즌 오픈 기록회               | 대한민국 서울 | 서울 운동장          | [ 5 ]                             |        |  |
|           | 1분 00초 49 | - 0.99초 | 강경희 | 부산대         | 1985. 06. 09 | 제39회 전국 남녀대학대항 육상경기 대회 | 대한민국 대전 | 대전 공설 운동장     | [ 6 ]                             |        |  |
|           | 1분 00초 00 | - 0.49초 | 강경희 |                | 1986. 09. 30 | 제10회 아시안 게임                     | 대한민국 서울 | 잠실주경기장         | 6위                               |        |  |
|           | 59초 78     | - 0.22초 | 김순자 | 한국체육대학교 | 1988. 09. 25 | 제24회 하계 올림픽                     | 대한민국 서울 | 잠실주경기장         |                                   |        |  |
|           | 59초 50     | - 0.28초 | 유순천 | 인천시청       | 1993. 10. 13 | 제74회 전국 체육 대회                  | 대한민국 광주 | 무등경기장           | [ 8 ]                             |        |  |
|           | 59초 13     | - 0.37초 | 최해남 | 대전서구청     | 2000. 05. 03 | 제29회전국종별육상경기대회             | 대한민국 제천 | 제천 종합운동장      |                                   |        |  |
|           | 58초 40     | - 0.73초 | 최해남 | 대전서구청     | 2000. 06. 10 | 제54회전국육상경기선수권대회           | 대한민국 대전 | 대전 한밭 종합운동장 | 2위 김수경(59초 10)도 한국신 작성 |        |  |
|           | 58초 24     | - 0.17초 | 최해남 | 대전서구청     | 2003. 06. 05 | 제57회 전국 육상 경기 선수권 대회      | 대한민국 대전 |                      |                                   |        |  |
|           | 57초 90     | - 0.34초 | 이윤경 | 울산시청       | 2003. 08. 13 | 제15회 전국 실업단 대항 육상 경기 대회 | 대한민국 태백 | 태백 시민운동장      |                                   |        |  |
|           | 57초 34     | - 0.56초 | 조은주 | 시흥시청       | 2013. 05. 03 | 제42회 전국종별육상선수권대회          | 대한민국 안산 | 안산 와~스타디움     | 10년 만에 경신                    |        |  |

## 같이 보기
- 남자 400m 허들 대한민국 기록 추이
- 400m 허들 세계 기록 추이
- 상기 우선숙은 부산대 소속입니다.